# Murtaugh (Így jártam anyátokkal)
A Murtaugh az Így jártam anyátokkal című televízió-sorozat negyedik évadának tizenkilencedik epizódja. Eredetileg 2009. március 30-án vetítették, míg Magyarországon egy évvel később, 2010. május 24-én.
Ebben az epizódban Barney és Ted azon vetélkednek, hogy melyikük mennyire öreg vagy fiatal még bizonyos dolgokhoz. Mindeközben Marshall Lily óvodai kosárcsapatát edzi.

## Cselekmény
Az epizód elején Barney elmeséli az előző esti tapasztalatait. Megvádolták, hogy túl durván játszik a lézerharcteremben, ezért kitiltották onnan, s így bosszút forral: vécépapírral akarja megdobálni a helyet. Ted szerint a lézerharc olyasmi, amihez Barney már túl öreg. Ezzel a "Halálos fegyver" című filmre utal, ahol a Danny Glover által alakított Murtaugh nyomozó gyakran használja az "öreg vagyok én már ehhez" fordulatot (Jövőbeli Ted szerint csak így, káromkodás nélkül). Mivel Tednek van egy olyan listája, amiken olyan dolgok vannak, amikhez szerinte már túl öreg, ő és Barney kötnek egy fogadást. Ha Barney 24 óra alatt meg tud mindent csinálni a listáról, akkor együtt el kell menniük megdobálni vécépapírral a lézerharctermet; de ha nem, akkor 3 órán keresztül kell hallgatnia Ted előadását az építészetről.
Eközben Marshall elkezdi edzeni Lily óvodásait, akikre egy kosárlabdameccs vár. Edzői módszerei nagyon durvák, sokszor agresszíven lép fel, és mindez a gyerekkorában gyökerezik, amikor is az apja ugyanúgy edzette őt. Ez megdöbbenti Lilyt, mert ő gitáron játszott az edzések alatt, és igazából a gyerekek azt csinálhattak, amit akartak. Az eredmény sem volt lényeges, hiszen a részvételért mindenki kapott egy serleget. Mivel Marshall továbbra is vadul, Lily ráparancsol, hogy viselkedjen szépen. A csapat dobott kosár nélkül veszít (Marshall visszaemlékezéseiben felnőtt kosarasok és farkasemberek is voltak a csapatban), de mindenki örül, mert végső soron jó móka volt, és bár kikaptak, még Marshall is megkapja a saját serlegét.
Mindeközben Barney a lista teljesítésébe fog. Kilyukasztja a fülét, aminek köszönhetően a seb elfertőződik, és egy futonágyon töltött éjszaka után megfájdul a dereka. Ted eközben azzal henceg, hogy jobb lehet öregebbnek lenni, mint fiatalnak; erre kötnek egy másik fogadást: Tednek is teljesítenie kell egy listát, olyan dolgokkal, amelyekhez még túl fiatal. Azzal nem számolt Barney, hogy Tednek ez könnyűszerrel működik, míg ő végül kénytelen belátni, hogy sok mindenhez tényleg öreg. Viszont Ted rávilágít, hogy előző este megnézte a Halálos fegyver mind a négy részét, és felfedezte, hogy Murtaugh bár sokszor mondta, hogy bizonyos dolgokhoz már túl öreg, mégis megvonta a vállát, csinált egy újabb filmet, és élte tovább az életét. Így beleegyezik, hogy megdobálják vécépapírral a lézerharctermet. Velük tart Robin is, ám a tulaj felfedezi őket, és bár először nyájasnak mutatkozik, végül rájuk hívja a rendőrséget.

## Kontinuitás
- Barney ismét elfogad egy kihívást.
- Marshall és Lily telepatikusan beszélgetnek.
- Jövőbeli Ted ismét eufemizál, amikor az "öreg vagyok én már ehhez" kifejezést használja.
- Marshall nagy feje, amire az apja céloz, már korábban is felmerült, mint családi örökség, ami miatt Lily nem mert gyereket vállalni.

## Jövőbeli visszautalások
- Bár Barneyt kirúgták a lézerharcteremből, később mégis látható, ahogy ott játszik.

## Érdekességek
- Amikor Barneyt figyelmeztetik, hogy ki fogják rúgni a lézerharcteremből, ha továbbra is agresszívan játszik, láthatjuk a háta mögött a táblán, hogy az összes rekordot ő tartja.
- Ebben az epizódban azért került sor a telepatikus beszélgetésre a szereplők között, mert a Lilyt játszó Alyson Hannigannek hangszálgyulladása volt, és nem tudott beszélni. Ugyancsak ő az egész epizódban tart valamit a hasa előtt, hogy így leplezze a színésznő a terhességét. A Robint játszó Cobie Smulders szintén terhes volt ekkoriban, ami szintén megfigyelhető.

## Vendégszereplők
- Charlie Stewart - Kenny
- Robert Wisdom - McCraken
- Bill Fagerbakke - Marvin Eriksen Sr.
- Andrew Astor - Addison
- Brian Patrick Collins - farkasember
- Kaela Elmido - Girl
- Justin Lawrence - Ryan
- Labrandon Shead - kosárlabdajátékos